# Alkpote
Ne doit pas être confondu avec Al Capote.
Alkpote, nom de scène d'Atef Kahlaoui, né le 3 février 1981 dans le 10e arrondissement de Paris, est un rappeur français d'origine tunisienne.
Il intègre à l'âge de 17 ans le groupe Unité 2 Feu en 1998, avec lequel il publie en 2006 un premier album intitulé Haine, Misère Et Crasse, antonyme de Amour, Gloire et Beauté. Il poursuit ensuite une carrière solo avec, en novembre 2007, la publication d'un premier disque amorçant un style provocateur, Sucez-moi avant l'album.

## Biographie

### Jeunesse
D'origine tunisienne, Atef Kahlaoui est né à Paris. Après une scolarité mouvementée, une conseillère d'orientation le dirige vers un cursus professionnel en plomberie, comme son père Salah Kahlaoui, au lycée Baudelaire d'Évry mais cette formation ne l'intéresse pas. La carrière musicale d'Atef Kahlaoui commence en 1995, après son emménagement dans le quartier des Pyramides à Évry.

### Carrière
Il adopte le nom de scène Al K-Pote qu'il a « trouvé sans chercher » à l'âge de 15 ans. Il précise qu'Alkpote est comme « un personnage, une sorte de double qui voulait juste sortir de ma tête. Une sorte de Gainsbarre. »
En 1998, à 17 ans, il devient membre du collectif Unité 2 Feu avec lequel il publie un premier album intitulé Haine, misère et crasse, qui obtient un succès en Île-de-France puis dans le reste de la France. Peu à peu, il finit par délaisser sa formation et rapper[source insuffisante].
Il intègre en solo le label Néochrome en 2006. En avril 2007, il publie son projet Rap de banlieusard qui « met à l'honneur cet artiste hors-norme. Avec des rimes travaillées, un flow fluctuant et un sens des paroles qui s’inspire des rues sales de la cité des Pyramides, et d’une jeunesse dépasée. » En novembre 2007, Alkpote sort sa première mixtape Sucez-moi avant l'album.
En 2010, la chanson Bande de putains, sur l'album Alkpote et la crème d'Ile 2 France, donne lieu à un conflit entre les partisans d'Alkpote et des opposants considérant le titre comme une exaltation des pires clichés du rap. En 2011, il fait une apparition dans le film La Vengeance de Morsay, dans lequel il joue le coiffeur de la cité où ce dernier habite. Le 19 mars 2012, il publie son album L'Empereur contre-attaque. L'album Neochrome Hall Stars Game, une collaboration avec Seth Gueko et Zekwé Ramos, est publié le 26 novembre de la même année. Le rappeur annonce également en 2012 qu'il envisage d'arrêter sa carrière, estimant ne pas avoir été suffisamment reconnu pour son talent,. Le 3 juin 2013, il publie sa digitape intitulée Mazter Chef Muzik Volume 1. En avril 2014, il publie sa mixtape Orgasmixtape, qui est suivie d'un deuxième volet l'année suivante, le 11 mai 2015,.
En 2015, il tourne le clip de la chanson Formule 1 dans un hôtel de Courcouronnes. Le clip est rapidement retiré de YouTube à la suite d'une plainte d'Accor car il « portait préjudice à la marque ». En janvier 2016, il publie un album collaboratif intitulé Ténébreuse Musique avec Butter Bullets. Le 24 juin de cette année paraît son album Sadisme et Perversion en compagnie de DJ Weedim. Le 7 juillet 2017, Alkpote sort un nouveau projet, Les Marches de l'empereur, toujours en compagnie de DJ Weedim, sur lequel apparaissent entre autres Vald, Biffty, Iron Sy, la MZ ou encore Niska. Entre juin et juillet 2017, il assure les premières parties des concerts de Gucci Mane en France.
Le 27 avril 2018, il sort son troisième album intitulé Inferno.
Le 10 octobre 2019 sort le clip de la chanson Monarchie Absolue de Bilal Hassani en duo avec Alkpote. La collaboration surprend l'opinion publique au vu des différences entre les deux artistes : Bilal Hassani, jeune chanteur de pop, est ouvertement homosexuel, tandis qu'Alkpote est connu pour ses paroles crues voire sexistes et homophobes. En 2015, il déclarait au site L'Abcdr du son : « Je suis complètement homophobe. Je ne suis pas Sexion d'Assaut, mec, j'assume », amenant la rédaction du site à rédiger un communiqué sur la page web de l'interview. Le rapprochement entre les deux artistes se fait lorsque Bilal Hassani remporte l'émission Destination Eurovision 2019 pour représenter la France à l'Eurovision. Les fans d'Alkpote mettent en ligne une pétition loufoque[réf. nécessaire] pour que le rappeur remplace Hassani, et ce dernier écoute alors par curiosité les titres d'Alkpote. Il décide de lui proposer un morceau commun, ce que le rappeur accepte volontiers. Dans le clip tiré du titre, Alkpote joue avec autodérision le rôle d'un policier ripoux qui exaspère son supérieur par son homophobie et son sexisme et se trouve obligé de travailler avec le meilleur policier de France, joué par Bilal Hassani portant une longue perruque violette. Dans une interview sur le tournage du clip postée par Bilal Hassani sur Instagram, le rappeur explique avoir évolué. Bilal Hassani déclare au micro d'Europe 1 qu'Alkpote est « quelqu'un de très gentil et professionnel » et a eu l'audace d'accepter sa proposition de collaboration, là où d'autres rappeurs auraient refusé par peur pour leur street-crédibilité.
Le 7 juin 2021, il annonce la sortie de son cinquième album Ogre le 9 juillet 2021.
Le 3 février 2023, Alkpote sort son sixième album, intitulé LSDC pour "Le Spectacle Doit Continuer", entièrement produit par Tarik Azzouz.

## Style musical
Durant sa carrière, Alkpote est souvent critiqué pour ses nombreuses références à la pornographie dans ses textes. Il s'en explique ainsi : « On me dit souvent que je suis pornocrate c'est vrai. Mais je ne me sens pas plus pornocrate que Doc Gynéco, Alizée ou Mylène Farmer. On est artistes avant tout. Ce qui me nourrit c’est ma passion pour la rime, pas le porno. Tous les mots un peu durs que j'utilise dans mes textes, font juste partie de mon personnage ». Il est également souvent critiqué  pour sa vulgarité.

## Prise de position
Le 1er juillet 2024 sort le titre No Pasaràn, référence au slogan antifasciste de la guerre civile espagnole, auquel Alkpote participe avec une dizaine d'autres rappeurs en réaction au score élevé du Rassemblement national lors des élections du Parlement européen. Certains passages du morceau sont considérés par la presse comme « misogynes et complotistes »,,. Le texte d'Alkpote, qui conjugue selon Le Point « ambiance islamiste et misogynie brutale » déclare notamment : « Marine et Marion les putes, un coup de bâton sur ces chiennes en rut », propos auxquels réagissent Jordan Bardella et Marine Le Pen. Le rappeur évoque également Ramzan Kadyrov, chef de la République tchétchène, avant de s'en prendre à l'imam Hassen Chalghoumi. Rudy Reichstadt estime que « mettre une cible sur la tête de l’imam Chalghoumi, je ne suis pas sûr que ce soit une manière de s’opposer à l’extrême droite. ». Le 2 juillet 2024, ce dernier annonce, par le biais de son avocat qu'il va porter plainte pour menace de mort et mise en danger de la vie d'autrui contre le collectif de rappeurs

## Discographie

### Mixtapes
- 2007 : Sucez-moi avant l'album
- 2009 : Alkpote et la crème du 91
- 2010 : Alkpote et la crème d'île 2 France

### Albums collaboratifs
- 2006 : Haine, Misère Et Crasse (avec le groupe Unité 2 Feu)
- 2008 : La ténébreuse épopée (avec le groupe Unité 2 Feu)
- 2012 : Néochrome Hall Stars Game (avec Seth Gueko & Zekwé Ramos)
- 2016 : Ténébreuse Musique (avec Butter Bullets)

### Collaborations
Liste non exhaustive des apparitions en collaboration d'Alkpote :
- 2005 : Seth Gueko - Miseria feat. Alkpote, Sidi Omar & Fis.L (sur la mixtape Barillet Plein)
- 2005 : Seth Gueko - Vampire Finest feat. Les Zakariens, Exo.C, Diomay, Wadel Homa, Rapokalyps, Fis.L, Scar Logan, Jack S, Nourou, Sidi Omar, Mirage, Grödash, Saké, Wira & Alkpote (sur la mixtape Barillet Plein)
- 2005 : Seth Gueko - Ici feat. Alkpote & Fis.L (sur la mixtape Barillet Plein)
- 2007 : Seth Gueko - Chevalier du ciment feat. Farage, Alkpote, Sidi Omar & Fis.L (sur le street album Patate de Forain)
- 2007 : Aketo - Cracheurs 2 Venin feat. Alkpote (sur l'album Cracheur 2 Venin)
- 2009 : Kamelancien - Souvenirs du bled feat. Alkpote, Mohamed Lamine & Aketo (sur la mixtape Ghettographie II)
- 2009 : Kamelancien - Saccage la piste de danse feat. Alkpote (sur la mixtape Ghettographie II)
- 2012 : Hayce Lemsi - Un jour feat. Alkpote (sur la mixtape Un petit pas pour Lemsi)
- 2015 : Seth Gueko - Ça fonctionne feat. Alkpote (sur l'album Professeur Punchline)
- 2017 : Luv Resval - Cadran feat. Alkpote
- 2019 : Seth Gueko - Obligé feat. Alkpote (sur l'album Destroy)
- 2019 : Le Chroniqueur Sale - Moonrock feat. Alkpote (sur l’EP Sale 1)
- 2019 : Myth Syzer - Vilain feat. Alkpote & Jok'Air
- 2019 : Luv Resval - Célébration feat. Alkpote
- 2019 : Roi Heenok - Hybride exo feat. Alkpote
- 2019 : Bilal Hassani - Monarchie Absolue feat. Alkpote (sur la réédition de l'album Kingdom)
- 2020 : Mister V, Alkpote - Produit (sur la B.O de la série Validé)
- 2020 : Caballero & JeanJass - Flash feat. Alkpote (Sur la mixtape High & Fines Herbes)
- 2021 : Savage Toddy - Papillon feat. Alkpote
- 2021 : Todiefor - Palpatine feat. Alkpote (sur l'album 2011)
- 2021 : Kore, Luv Resval - Célébration 2 feat. Alkpote (sur l'album Etoile Noire)
- 2021 : Tunisiano - 00216 feat. Alkpote, Sadek, ISK, Brulux
- 2021 : Mac Kregor, Elams, Le Rat Luciano, Alkpote, Menzo - Tout pour la mif (sur l'album Le Classico Organisé)
- 2021 : Caballero & JeanJass - Nouveau QB feat. Alkpote (Sur l'album ZushiBoyz Vol.1)
- 2022 : KronoMuzik, Ronare, Pandrezz - Violette & Citronelle feat. Alkpote (sur la ZZCCMXTP)
- 2022 : Alkpote - Les missiles arrivent (sur la compilation 91 ALL STARS)
- 2023 : OlKainry, Alkpote, Kai Du M - 402 (Sur l'album Noble Art)
- 2023 : La P'tite Fumée - Cyber Criminels  feat. Alkpote
- 2024 : Ouss Wayne - Comme Tupac feat. Alkpote
- 2024 : Loko, Martin Gal, Alkpote, Deadi - A LA CARTE[23]
- 2024 : Zola, ISK, Pit Baccardi, Cokein, Sofiane, Ashe 22, Uzi, RK, Alkpote, Nahir, Seth Gueko, Demi Portion, Soso Maness, Decimo, Zed, Akhenaton, Kerchak, Mac Tyer, Kore, Relo & Costa - NO PASARÁN (single en collaborations pour la Fondation Abbé Pierre)